# ابوالمؤمن
ابوالمؤمن(به کردی: ئەولمۆمن، Ewilmomin) روستایی از توابع بخش زیویه در شهرستان سقز است که در استان کردستان ایران قرار دارد.

## جمعیت
این روستا در دهستان گل‌تپه واقع شده و براساس سرشماری سال ۱۳۸۵، جمعیت آن ۱۱۶ نفر (۲۵ خانوار) بوده‌است.